# Guiding Light
Guiding Light (do 1975 The Guiding Light, w skrócie GL) – amerykański serial radiowy i telewizyjny, nadawany od 25 stycznia 1937 do 29 czerwca 1956 w radiu, a od 30 czerwca 1952 do 18 września 2009 w telewizji. Była to jedna z pionierskich oper mydlanych w historii srebrnego ekranu. Mimo zakończenia emisji w 2009 pozostaje najdłużej emitowanym serialem na świecie. Serial był nadawany przez 72 lata: 15 lat tylko w radiu, 4 lata jednocześnie w radiu i telewizji oraz 53 lata tylko w telewizji. Łącznie powstały 18262 odcinki (radiowe i telewizyjne).
Twórczynią serialu była Irna Phillips (zm. 1973). Miał on premierę 25 stycznia 1937 w amerykańskim radiu stacji NBC, gdzie wyprodukowano około 2500 odcinków. W 1947 zadebiutował na antenie radia CBS, natomiast 30 czerwca 1952 w telewizji CBS. Mimo rozpoczęcia nadawania w telewizji emisja radiowa tych samych treści odbywała się jeszcze przez 4 lata – do 29 czerwca 1956. 13 marca 1967 nadano pierwszy odcinek w kolorze. 9 września 1968 odcinki zostały wydłużone z 15 do 30 minut i zaprzestano emisji na żywo. W 1975 z tytułu usunięto przedrostek The. 7 listopada 1977 nadano pierwszy odcinek trwający godzinę. 8 września 1986 wyemitowano 10000. odcinek serialu w sieci CBS. 15000. odcinek w sieci CBS wyemitowano 7 września 2006. 25 stycznia 2007 serial obchodził 70-lecie istnienia. Łącznie w radiowej i telewizyjnej stacji CBS wyemitowano 15762 odcinki.
Fabuła toczyła się wokół kilku rodzin – Bauerów, Spauldingów, Lewisów, Marlerów, Cooperów i innych, mieszkających w fikcyjnym miasteczku Springfield. Tytuł odnosi się do lampy w gabinecie dr. Johna Ruthledge’a (głównego bohatera, gdy The Guiding Light zadebiutował w 1937), która miała wskazywać ludziom drogę.
Odcinek z 1 listopada 2006 był współtworzony razem z wydawnictwem Marvel Comics. Jeden z bohaterów uzyskał w nim nadnaturalne moce.

## Oglądalność
W sezonie 1956–1957 i 1957–1958 serial zajmował pierwsze miejsce pod względem oglądalności wśród oper mydlanych z pasma daytime. Z biegiem lat jego oglądalność zaczęła jednak spadać. W latach 90. niższą oglądalność od GL miały przede wszystkim opery mydlane z elementami fantastycznymi. W 2003, po zdjęciu z anteny jednej z ostatnich oper mydlanych z elementami fantastycznymi, serial zajął przedostatnie miejsce w rankingu oglądalności. W sierpniu 2008, po zdjęciu z anteny opery mydlanej Passions, Guiding Light stał się najmniej oglądaną operą mydlaną.
Guiding Light oglądało dużo starszych osób, ale wśród jego widzów znajdowały się też młodsze osoby. Starszą widownię można wytłumaczyć wczesnymi godzinami nadawania serialu, kiedy telewizję oglądają głównie osoby w wieku emerytalnym, już niepracujące. Mieszkańcy USA mogli jednak śledzić GL przez internet, na stronie telewizji, która go emituje.
Od 29 lutego 2008 lutego serial można było oglądać w nowej jakości, oznaczającej znaczne zwiększenie scen w plenerze oraz przeniesienie akcji ze studia do prawdziwych domów. Był także emitowany w technologii HDTV. Znacznie nowocześniejszy sposób kręcenia miał go uchronić przed zdjęciem z anteny.
Mimo niezbyt wysokiej oglądalności w marcu 2008 telewizja CBS zdecydowała się przedłużyć wygasający we wrześniu 2008 kontrakt serialu. Został on przedłużony do września 2009. Telewizja rozważała również przedłużenie kontraktu do 2010.
1 kwietnia 2009 stacja CBS ogłosiła zakończenie produkcji GL z powodu wciąż spadającej oglądalności. Ostatni klaps padł na planie 11 sierpnia 2009. Ostatni odcinek został wyemitowany na antenie CBS 18 września 2009. W końcowych odcinkach powrócili aktorzy i postacie z całej historii serialu. Gościnnie pojawili się też bohaterowie Żaru Młodości (The Young and the Restless).
Ostatni odcinek serialu obejrzało blisko 3 miliony widzów.

## Obsada
Mimo ponad 72 lat emisji (57 w TV), pod koniec swojej emisji GL nie mógł poszczycić się aktorami grającymi w nim od bardzo wielu lat. Pomimo wieku serialu aktorzy z najdłuższym stażem występowali w nim zaledwie od lat 80. Dla przykładu: w drugiej pod względem liczby odcinków amerykańskiej operze mydlanej – As the World Turns – jedna osoba grała wciąż od początku, czyli od 1956, a oprócz niej jest jeszcze kilku innych aktorów weteranów, którzy grają od lat 60. i 70 (gdy GL było jeszcze na antenie). Pod koniec Guiding Light było mało weteranów, dlatego że wielu z nich umarło, lub zostało zwolnionych wskutek cięć budżetowych w poprzednich latach. Wprawdzie jedna z serialowych postaci została wykreowana jeszcze w latach 70., ale o ile postać miała w miarę długą historię, o tyle ostatni aktor wcielający się w nią był w GL zaledwie od 1994. Oprócz tego w obsadzie ostatniego odcinka znajdowała się jedna osoba, która zadebiutowała w latach 70., ale pojawiła się ona specjalnie na koniec emisji serialu.
W historii programu była tylko jedna osoba, która grała w nim od ponad 30 lat. Była nią Charita Bauer, wcielająca się w postać Berthy Bauer. Pojawiała się w serialu od 1950 do 1984. Aktorka zmarła w 1985.

## Obsada ostatniego odcinka
| Aktor                  | Postać                                  | Lata                                    |
| ---------------------- | --------------------------------------- | --------------------------------------- |
| Grant Aleksander       | Phillip Spaulding (#2)                  | 1982–1984, 1986–1991, 1996–2004, 2009   |
| Murray Bartlett        | Cyrus Foley                             | 2007–2009                               |
| Robert Bogue           | Anthony „Mallet” Camalletti (#2)        | 2005–2009                               |
| E.J. Bonilla           | Rafael „Rafe” Rivera                    | 2007–2009                               |
| Beth Ann Bonner        | Natasha                                 | 2009                                    |
| Jeff Branson           | Joshua „Shayne” Lewis (#7)              | 2008–2009                               |
| Lisa Brown             | Nola Reardon Chamberlain                | 1980–1985, 1995–1998, 2009              |
| Mandy Bruno            | Marina Cooper (#6)                      | 2004–2009                               |
| Crystal Chappell       | Olivia Spencer                          | 1999–2009                               |
| Jordan Clarke          | Harlan Billy „Billy” Lewis II (#1)      | 1983–1987, 1989–1993, 1996–2009         |
| Bradley Cole           | Jeffrey O’Neill                         | 2003–2009                               |
| Zack Conroy            | James Spaulding (#3)                    | 2009                                    |
| Daniel Cosgrove        | Harlan Billy „Bill” Lewis III (#4)      | 2002–2005, 2007–2009                    |
| Justin Deas            | Frank „Buzz” Cooper Sr.                 | 1993–2009                               |
| Bonnie Dennison        | Susan „Daisy” Lemay (#3)                | 2007–2009                               |
| Frank Dicopoulos       | Frank Cooper Jr.                        | 1987–2009                               |
| Morgan Englund         | Dylan Lewis #1                          | 1989–1995, 1997, 1999, 2002, 2006, 2009 |
| Maureen Garrett        | Holly Norris #2                         | 1976–1980, 1988–2006, 2009              |
| Jay Hammer             | Fletcher Reade                          | 1984–1999, 2009                         |
| Melissa Hayden         | Bridget Reardon Lewis                   | 1991–1997, 2009                         |
| Jessica Leccia         | Natalia Rivera                          | 2007–2009                               |
| David Andrew MacDonald | Edmund Winslow                          | 1999–2007, 2009                         |
| Karla Mosley           | Christina Moore Boudreau                | 2008–2009                               |
| Robert Newman          | Joshua „Josh” Lewis                     | 1981–1984, 1986–1991, 1993–2009         |
| Michael O’Leary        | Frederick „Rick” Bauer (#5)             | 1983–1991, 1995–2009                    |
| Tom Pelphrey           | Jonathan Randall                        | 2004–2009                               |
| Ron Raines             | Alan Spaulding #3                       | 1994–2009                               |
| Marcy Rylan            | Elizabeth „Lizzie” Spaulding Lewis (#6) | 2006–2009                               |
| Lawrence Saint-Victor  | Remy Boudreau #3                        | 2006–2009                               |
| Peter Simon            | dr William „Ed” Bauer Jr. (#4)          | 1981–1984, 1986–1996, 2002–2004, 2009   |
| Nancy St. Alban        | Michelle Bauer Santos #5                | 2000–2005, 2009                         |
| Paul Anthony Stewart   | Danny Santos                            | 1998–2005, 2009                         |
| Krista Tesreau         | Mindy Lewis (#1)                        | 1983–1989, 2002, 2004, 2009             |
| Gina Tognoni           | Dinah Marler (#4)                       | 2004–2009                               |
| Caitlin Van Zandt      | Ashlee Wolfe                            | 2006–2009                               |
| Kim Zimmer             | Reva Shayne O’Neill                     | 1983–1990, 1995–2009                    |

## Gościnnie wystąpili
| Aktor                   | Postać                          |
| ----------------------- | ------------------------------- |
| George Alvarez          | Ray Santos                      |
| Kim Brockington         | Dr. Felicia Boudreau            |
| Orlagh Cassidy          | Doris Wolfe                     |
| Beth Chamberlin         | Elizabeth „Beth” Raines         |
| Tyra Colar              | Leah Bauer                      |
| Carey Cromelin          | Wanda Hyatt                     |
| Olivia Dicopoulos       | Maureen Reardon                 |
| Marj Dusay              | Alexandra Spaulding             |
| Patrick Gilbert         | Robert „Robbie” Santos          |
| Peter Francis James     | Clayton Boudreau                |
| Elizabeth Keifer        | Christina „Blake” Thorpe Marler |
| Maeve Kinkead           | Vanessa Chamberlain Lewis       |
| Kurt McKinney           | Matt Reardon                    |
| Narlee Rae              | Clarissa Marler                 |
| Gil Rogers              | Hawk Shayne                     |
| Tina Sloan              | Lillian Raines Cooper           |
| Cally i Brooke Tarleton | Hope Santos                     |
| Jacqueline Tsirkin      | Emma Spencer-Spaulding          |
| Yvonna Wright           | Melissande „Mel” Boudreau       |

## Emisja na świecie
Serial nie doczekał się emisji w wielu krajach. Jest lub był nadawany m.in. w:

### Niemcy
Był nadawany pod tytułem Springfield Story. Emisja serialu w tym kraju zaczęła się w 1986. Zaczęto go emitować od odcinka 8258, pochodzącego z 1979. Emisja w Niemczech zakończyła się w 1999.

### Włochy
Emisja serialu w tym kraju zaczęła się w 1982 pod tytułem Sentieri. Serial emitowano na Canale 5. W 1988 został przeniesiony z Canale 5 na Rete 4 i był na nim nadawany do 2012. Serial nie cieszył się dużą oglądalnością w tym kraju. Pod koniec emisji kształtowała się ona na poziomie zaledwie 700 tys. widzów. W latach 80. przyciągał zaś po 2,5 mln widzów.

### Francja
W tym kraju serial był na antenie TF1 od 1987 do 1994 pod tytułem Haine et Passion. Jako pierwszy wyświetlono odcinek 9000. W 2004 od września do grudnia był emitowany w stacji France 3 pod tytułem Les Vertiges de la passion. Emisja rozpoczęła się od odcinka 13815.